# IC 1802
IC 1802 је лентикуларна галаксија у сазвјежђу Ован која се налази на листи објеката дубоког неба у Индекс каталогу.
Деклинација објекта је + 23° 5' 0" а ректасцензија 2h 29m 13,9s. Привидна величина (магнитуда) објекта IC 1802 износи 13,6 а фотографска магнитуда 14,6. IC 1802 је још познат и под ознакама MCG 4-6-57, CGCG 483-67, NPM1G +22.0099, PGC 9462.